# Hôtel de Ville (Le Pré-Saint-Gervais)

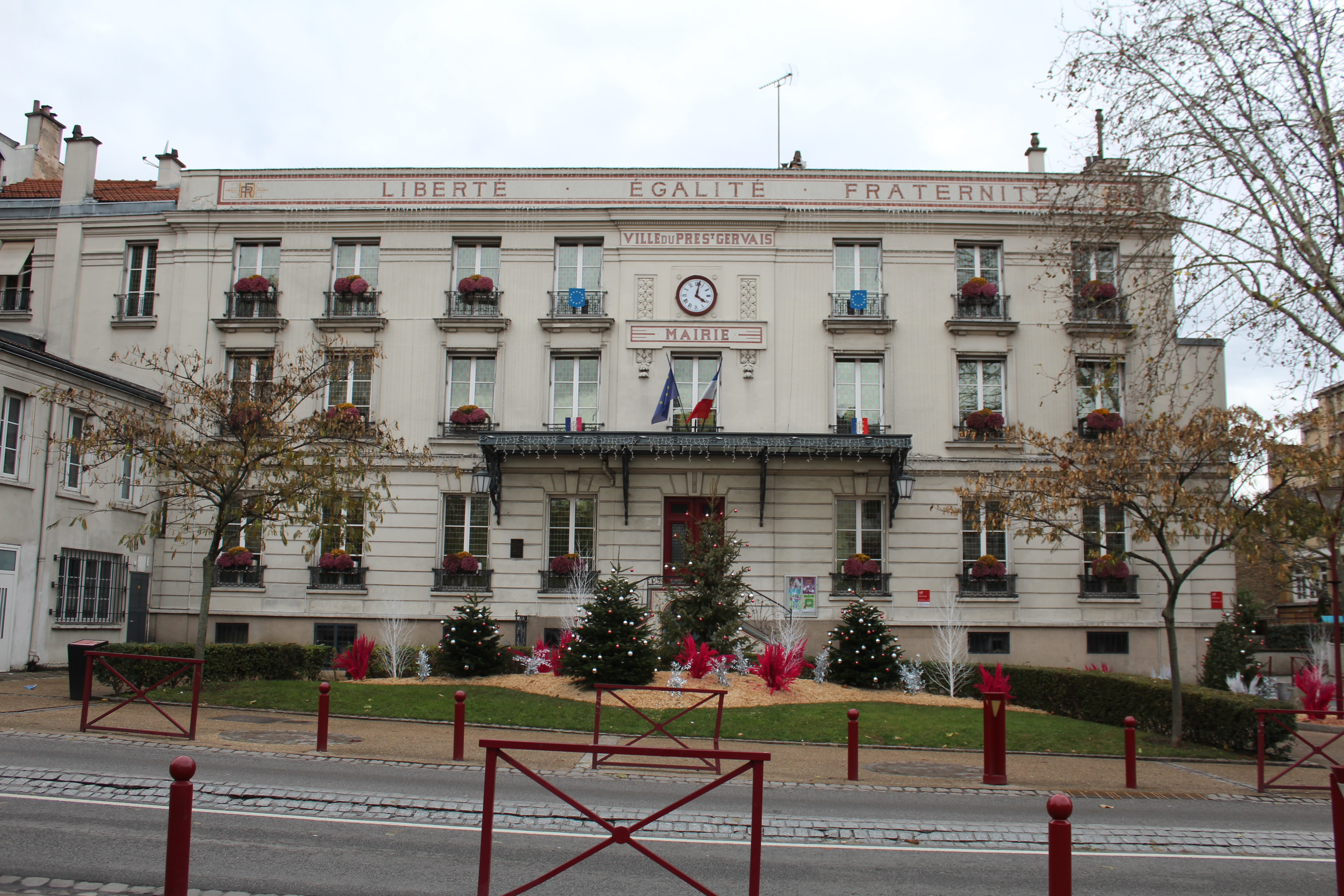
Hôtel de Ville in Le Pré-Saint-Gervais

Das Hôtel de Ville (deutsch Rathaus) in Le Pré-Saint-Gervais, einer französischen Stadt im Département Seine-Saint-Denis in der Region Île-de-France, wurde im 17. Jahrhundert errichtet und im 19. Jahrhundert umgebaut. Das Hôtel de Ville steht an der Place du Général-Leclerc.
Das dreigeschossige Gebäude wurde als Landhaus einer englischen Familie errichtet. Im Jahr 1840 wurde es von der Gemeinde gekauft, um darin die Gemeindeverwaltung, die Schule und eine Lehrerwohnung einzurichten. Seit dem Bau eines Schulgebäudes in den 1880er-Jahren dient das Gebäude ausschließlich als Rathaus.
Im Trausaal sind vier Gemälde des Malers Alphonse Quizet (1885–1955) zu sehen.